# ويل بير
ويل بير (8 أكتوبر 1988 في المملكة المتحدة - ) (بالإنجليزية: William Beer)‏ هو لاعب كريكت بريطاني. لعب مع نادي مقاطعة ساسكس للكركيت ‏.

## وصلات خارجية
- ويل بير على موقع إي آس بي آن كريك إنفو (الإنجليزية)